# 2e arrondissement de Cotonou
Pour les articles homonymes, voir 2e arrondissement.
Le 2e arrondissement de Cotonou est l'un des treize arrondissements de la commune de Cotonou dans le département du Littoral au Bénin.

## Géographie
Le 2e arrondissement de Cotonou est situé dans le Sud du Bénin et compte douze quartiers que sont Irede, Kpondehou II, Lom'nava, Senande I, Senade II (kowegbo), Ahouassa, Gankpodo, Djedjelaye, Kpondehou I, Minontchou, Yenawa et Kowegbo.

## Démographie
Selon le recensement de la population de 2013 conduit par l'Institut national de la statistique et de l'analyse économique (INSAE), le 2e arrondissement de Cotonou compte 61 668 habitants.

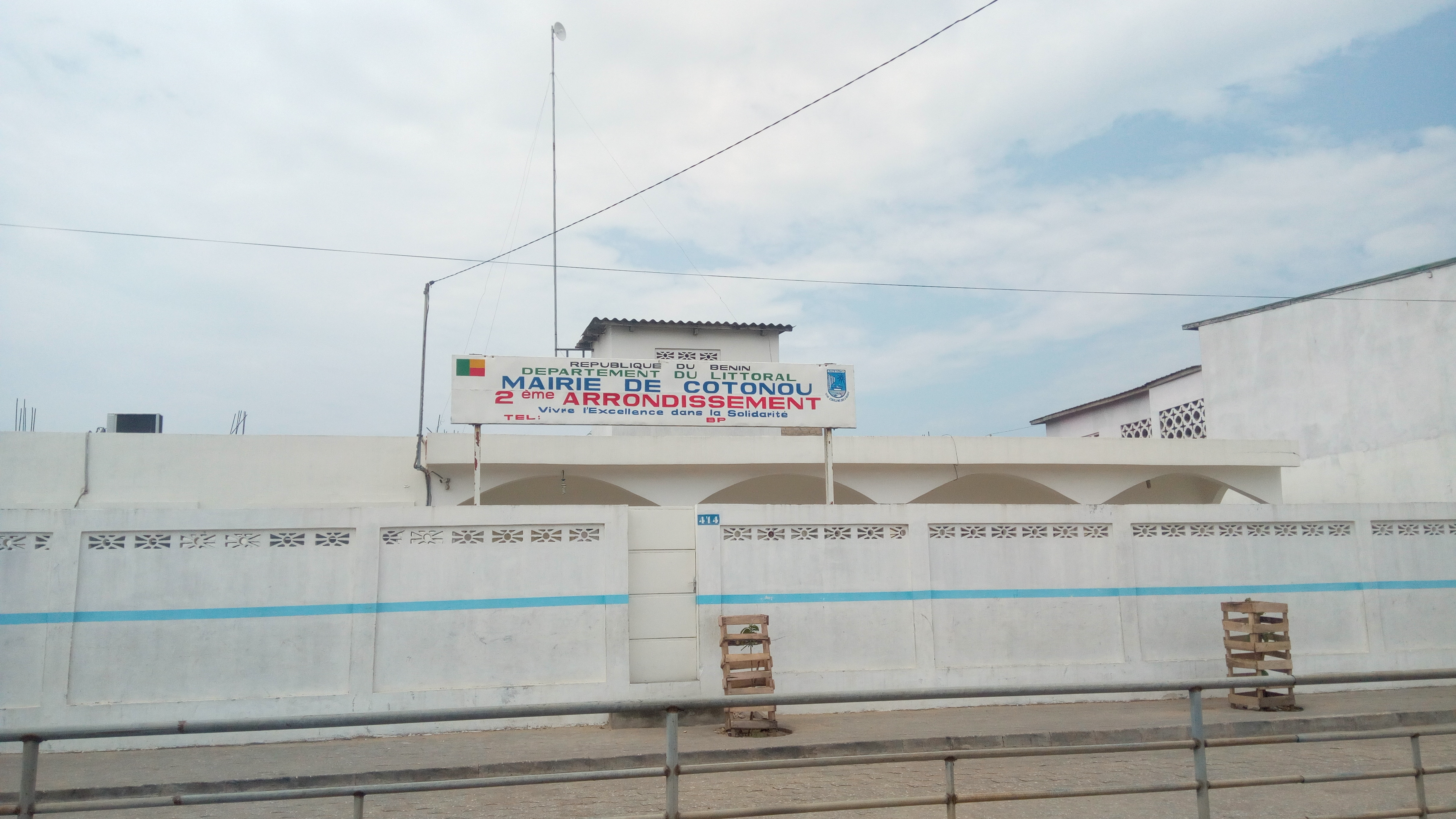
2ème arrondissement de cotonou bénin